# México nos Jogos Parapan-Americanos
O México participou de todas as quatro edições dos Jogos Parapan-Americanos realizados até então e sediou o evento em duas ocasiões, na Cidade do México, em 1999, na primeira edição do evento, e mais recentemente em Guadalajara, 2011, na quarta edição do evento, sendo estes, realizados logo após a XVI edição dos jogos Pan-Americanos.
No ranking geral do quadro de medalhas o país aparece na segunda colocação, porém com um total de medalhas maior que o do Brasil(809 contra 769 dos brasileiros), que é o primeiro colocado, por possuir mais medalhas de ouro que os mexicanos(336 contra 309).

## Quadro de medalhas
| Ano   | Sede             | Ouro | Prata | Bronze | Total | Pos. |
| ----- | ---------------- | ---- | ----- | ------ | ----- | ---- |
| 1999  | Cidade do México | 121  | 105   | 81     | 307   | 1º   |
| 2003  | Mar do Prata     | 101  | 74    | 45     | 220   | 1º   |
| 2007  | Rio de Janeiro   | 37   | 43    | 37     | 117   | 4º   |
| 2011  | Guadalajara      | 50   | 60    | 55     | 165   | 3º   |
| 2015  | Toronto          |      |       |        |       |      |
| TOTAL | TOTAL            | 309  | 282   | 218    | 809   | 2º   |

## México nos jogos
Na primeira edição dos Jogos, em 1999, na Cidade do México o México terminou a competição na liderança do quadro de medalhas, tendo conseguido 307 medalhas: 121 ouros, 105 pratas e 81 bronzes.
Quatro anos depois, em Mar do Prata, 2003, na Argentina, a delegação mexicana apresentou novamente um bom desemprenho e repetiu o feito do parapan anterior, conseguindo o 1º lugar no quadro de medalhas.
Em 2007, no Rio de Janeiro, o México não conseguiu alcançar o Brasil, que jogava em casa, e ainda foi ultrapassado por Estados Unidos e Canadá no quadro de medalhas, pior participação da história do país nos jogos.
Nos jogos de Guadalajara 2011, apesar de contar com todo o apoio da torcida, o México não conseguiu acompanhar o Brasil, que liderou a competição e ainda viu os Estados Unidos tomarem o segundo lugar, terminando assim, em terceiro no quadro de medalhas.